# NGC 5674
NGC 5674 est une galaxie spirale barrée située dans la constellation de la Vierge. Sa vitesse par rapport au fond diffus cosmologique est de 7 703 ± 18 km/s, ce qui correspond à une distance de Hubble de 113,6 ± 8,0 Mpc (∼371 millions d'al). NGC 5674 a été découverte par l'astronome germano-britannique William Herschel en 1793.
La classe de luminosité de NGC 5674 est III et elle présente une large raie HI. C'est aussi une galaxie active de type Seyfert 1.9.
À ce jour, trois mesures non basées sur le décalage vers le rouge (redshift) donnent une distance de 73,800 ± 2,600 Mpc (∼241 millions d'al), ce qui est nettement à l'extérieur des valeurs de la distance de Hubble. Notons que c'est avec la valeur moyenne des mesures indépendantes, lorsqu'elles existent, que la base de données NASA/IPAC calcule le diamètre d'une galaxie et qu'en conséquence le diamètre de NGC 5674 pourrait être d'environ 41,5 kpc (∼135 000 al) si on utilisait la distance de Hubble pour le calculer.
Selon Abraham Mahtessian, NGC 5674 et NGC 5652 forment une paire de galaxies.